# Slap Bet
Slap Bet är det nionde avsnittet av andra säsongen av TV-serien How I Met Your Mother. Det hade premiär på CBS den 20 november 2006.

## Sammandrag
Robin har någonting emot gallerior. Marshall tror att det är för att hon är gift, medan Barney tror att hon gjort porr. 

## Handling
Vännerna upptäcker att Robin inte vill gå till gallerior. Hon vill inte berätta varför hon har något emot de, trots deras nyfikenhet. 
Marshall får en tanke om att Robin en gång gift sig i en galleria i Kanada. Barney tror att hon var porrskådespelerska. De kommer överens om ett vad där vinnaren får slå den andre, ett så kallat "slap bet". Lily är domare. 
Ted tycker att både Marshalls och Barneys idéer är absurda, men han är nyfiken och försöker få Robin att avslöja sin hemlighet. Hon berättar för honom att hon är gift. Trots att Ted lovar att inte säga något berättar han för de andra. Marshall slår till Barney eftersom han tror att han har vunnit. Barney fortsätter dock sina eftersökningar, som bland annat går ut på att han tittar igenom kanadensisk pornografi.
Marshall söker igenom databaser och upptäcker att Robin egentligen inte är gift. Han berättar för Ted som utsätter Robin för ett förhör. Hon erkänner att hon inte är gift, men vill fortfarande inte säga varför hon är obekväm med gallerior. Eftersom Marshall inte vunnit utan ljugit får Barney slå honom tre gånger. 
I sina efterforskningar får Barney tag på en videofilm med Robin, med titeln "Robin Sparkles". Övertygad om att han har vunnit spelar han upp inledningen på filmen för sina vänner. Robin är på filmen klädd som en skolflicka och ber en lärare om att få slippa kvarsittning. Barney pausar filmen precis när Robin erbjuder läraren att "göra honom en tjänst" i stället, och slår sedan till Marshall. 
Robin blir förvånad och undrar varför Marshall får en smäll. De berättar för henne om vadet om pornografi. Robin säger att det inte är porr, men minst lika pinsamt. Hon sätter igång filmen igen. Då framgår det att det är en musikvideo från 1990-talet då Robin var tonårspopstjärna i Kanada under namnet Robin Sparkles. Hon turnerade i mängder av gallerior med hitlåten "Let's Go To the Mall" ("Vi går till gallerian").     
Barney har alltså inte vunnit vadet mot Marshall, men ändå slagit honom. Som straff dömer Lily att Barney antingen får tio slag omedelbart eller fem slag som kan komma när som helst. Han väljer det senare. Robin å sin sida medger att det känns bra att Ted känner till hennes hemlighet.

## Kulturella referenser
- Robins poplåt nämner Kanadadagen (Kanadas nationaldag) och Wayne Gretzkys hår. Den har också en (låtsas-)cameo av den tidigare premiärministern Brian Mulroney.
- Marshall har aldrig varit i de nordvästra delarna av USA eftersom han är rädd för Bigfoot.